# Isabel d'Orleans-Bragança (1944-2017)
Isabel, princesa del Brasil (en portuguès: Isabel de Orleans e Bragança) era una aristocràcia brasilera, sisena en la línia de successió a l'antic tron del Brasil en el moment de la seva mort. Isabel és sovint convidada a representar la família imperial en esdeveniments monàrquics o cerimònies oficials. Des de la dècada de 1990, la princesa va ser membre de la junta directiva de la Creu Roja Brasilera.

## Biografia
Era la quarta dels dotze fills del príncep Pedro Henrique de Orléans-Bragança, cap de la Casa Imperial del Brasil, i de la seva esposa, la princesa Maria Elisabet de Baviera.
Amb el final de la Primera Guerra Mundial a Europa, la família imperial brasilera pot finalment tornar al Brasil, després de l'exili imposat pel cop d'estat republicà del 15 de novembre 1889.
Va educar-se en escoles religioses catòliques brasileres, a Petrópolis i a Rio de Janeiro, i va fer estudis universitaris de literatura a França i a Alemanya.A més del portuguès, parlava amb fluïdesa francès, alemany i anglès. Durant les dècades de 1970 i 1980 va treballar en projectes d'alfabetització d'adults i en la dècada de 1990 va treballar en el sector de turisme. Va dirigir la Creu Roja de Brasil.
Isabel del Brasil va morir el 5 de novembre de 2017, a la ciutat de Rio de Janeiro, als setanta-tres anys.